# Харверст
Ха́рківський верстатобудівни́й заво́д («Харверст») — верстатобудівне підприємство, яке входить до індустріальної групи «УПЕК». Відоме також, як Харківський верстатобудівний завод ім. С. В. Косіора.

## Історія
Першу продукцію (радіально-свердлильні і шліфувальні верстати) завод випустив в 1933 році, ще до закінчення будівництва. Будівництво заводу було завершено в 1935 році.
29 січня 1936 Народний комісаріат важкої промисловості СРСР затвердив акт прийому заводу і ХВЗ був введений в експлуатацію.
На повну виробничу потужність завод вийшов в 1936 році.
Після закінчення Німецько-радянської війни (1941-1945) завод був реконструйований.
У 1964 році завод отримав нове найменування - Харківський верстатобудівний завод імені С. В. Косіора.
У 1975 році завод став головним підприємством Харківського верстатобудівного виробничого об'єднання.
У 1983 році завод освоїв серійне виробництво модернізованих круглошліфувальних верстатів з числовим програмним управлінням.
На початок 1986 року завод освоїв виробництво роботизованих комплексів. До цього часу за досягнення у трудовій діяльності 150 працівників заводу були нагороджені орденами і медалями, один робочий (токар-розточувальник П. І. Хухрянський) став Героєм Соціалістичної Праці.
У 2001 році індустріальна група УПЕК купила 60,14% акцій ВАТ «Харверст», після чого завод увійшов до складу групи УПЕК. У березні 2004 року через компанію-посередника УПЕК купила останні державні 28,66% акцій ВАТ «Харверст».
2003 рік завод закінчив зі збитками 0,73 млн гривень, хоча чистий дохід підприємства в порівнянні з 2002 роком збільшився на 24,65% (до 15,36 млн гривень).
У 2006 році на підприємстві була впроваджена система менеджменту якості, що відповідає вимогам міжнародного стандарту ISO 9001.
У 2007 році завод вперше за кілька років вийшов на прибуткову роботу: чистий дохід від реалізації продукції зріс на 32,6% у порівнянні з 2006 роком, чистий прибуток склав 44 тис. гривень.
У 2008 році завод отримав чистий прибуток у розмірі 18,7 млн гривень (на 18% нижче відповідного показника 2007 року) і завершив 2008 рік з збитком у розмірі 8,966 млн гривень. Чисельність працівників заводу протягом 2008 року була скорочена на 78 осіб (і до 1 січня 2009 року склала 477 осіб).
Восени 2008 року керівництвом УПЕК було прийнято рішення про початок робіт з комплексної автоматизації процесів конструкторсько-технологічної підготовки виробництва на підприємствах УПЕК. Надалі, в 2008-2010 роках на заводі була впроваджена комплексна система автоматизації конструкторсько-технологічної підготовки і комп'ютерного супроводу машинобудівного виробництва "КСА-2008". Проект КСА реалізований на базі інтегрованих CAD / CAM / PLM-рішень і програмних продуктів платформи Pro / ENGINEER-Windchill компанії РТС (США). Також почав працювати унікальний комплекс технологічної підготовки виробництва на базі систем Windchill mpmlink і ВЕРТИКАЛЬ компанії АСКОН (Росія).
Наприкінці грудня 2009 року завод ввів в експлуатацію високотехнологічне механообробне обладнання німецького виробництва вартістю близько 2 млн євро (дві токарно-фрезерних верстати фірми Monforts, три вертикально-фрезерних оброблювальних центру Chiron і один плоскошліфувальний прецизійний верстат високої точності компанії Blohm).
У 2011 році ВАТ було перетворено на ПАТ (публічне акціонерне товариство).
2011 рік завод завершив зі збитком у розмірі 10,9 млн гривень.
2012 завод завершив з прибутком у розмірі 0,94 млн гривень.
До початку серпня 2015 заводом було випущено понад 90 000 верстатів шестиста різних моделей, багато з яких були унікальні і випускалися тільки на Харківському верстатобудівному заводі. У їх числі верстати для шліфування особливо великих підшипників, верстати для шліфування спинок лопаток турбін великої потужності, верстати для шліфування валів папероробних машин, вальцешліфувальні верстати для шліфування валків прокатних станів та ін. Щороку завод освоював виробництво нових типів верстатів (до 10-15 нових моделей на рік).

## Спеціалізація
Підприємство спеціалізується на випуску широкої гами круглошліфувальних верстатів:
- вальцешліфувальні верстати;
- важкі круглошліфувальні верстати;
- спец. торце-круглошліфовальні і круглошліфувальні автомати і напівавтомати з ЧПУ;
- напівавтомати з ЧПУ по обробці кулачків розподільних валів;
- напівавтомати з ЧПУ по обробці шийок колінчастих валів;
- спеціальні напівавтомати з ЧПУ для обробки доріжок цапф лап бурових доліт;
- спец. круглошліфувальні автомати для обробки кілець підшипників;
- універсальні круглошліфувальні напівавтомати та інші спеціальні круглошліфувальні верстати.

Унікальність заводу визначається широтою номенклатури і технічною складністю устаткування, що випускається. Верстати Харківського верстатобудівного заводу дозволяють виробляти шліфування деталей в найширшому діапазоні габаритних і вагових характеристик: від мініатюрних, масою в кілька грам, до гігантських, діаметром до двох метрів, довжиною до шістнадцяти і масою до 125 тонн з мікронною точністю.
Продукція заводу використовується практично всіма підприємствами загального машинобудування, в суднобудуванні і автомобілебудуванні, в трубній та паперової промисловості, збройовому виробництві, двигунобудуванні, суднобудуванні, тракторобудуванні, підшипниковій промисловості.
Одним з основних замовників шліфувального обладнання постійно виступає металургійна галузь. Харківськими вальцешліфувальними верстатами (для обробки валків листопрокатних станів) оснащені всі металургійні підприємства і заводи важкого машинобудування СНД.

## Виробництво
Підприємство розпорядженні повний цикл виробництва деталей і вузлів для комплектації своєї продукції. Наявний парк унікального виробничого обладнання дозволяє виконувати литті складних верстатних корпусних деталей, виготовляти сталеві поковки вагою до 150 кг, вести термічну і гальванічну обробку для забезпечення вимог по механічної міцності і робочої довговічності деталей.
Механообробка і подальша збірка вузлів і налагодження механізмів виготовляються верстатів проводиться висококваліфікованим персоналом робітничих та інженерних працівників заводу.
Точність виготовлення деталей і проведеної збірки безперервно контролюється службою якості та сертифікації продукції.
Є власний потужний підрозділ, який займається розробкою керуючих програм для верстатів з ЧПУ і технологічної підготовки виробництва. Системи ЧПУ, приводу, електроавтоматика і т.п. закуповуються у провідних світових постачальників: Siemens; Mitsubishi, Shmidt, Buluff, Marposs та ін.
Розробкою і вдосконаленням продукції займається Інженерний центр "Дослідно-конструкторське бюро шліфувальних верстатів" (ОКЛ ШС)
Підприємство налагодило виробництво ряду верстатів нового покоління, заснованих на сучасних конструкторських розробках.
«Харверст» планує поставляти продукцію таким підприємствам, як «АрселорМіттал Кривий Ріг», «Запоріжсталь», Новолипецький металургійний комбінат, Магнітогорський металургійний комбінат, «Северсталь», Мінський моторний завод та іншим.
2005 рік «Харверст» закінчив зі збитком 2,411 млн гривень, збільшивши при цьому чистий дохід на 59,6%, або на 5,757 млн гривень в порівнянні з 2004 роком до 15,410 млн гривень.
«Харверст» один з найбільших в СНД виробників вальцешліфувальних і круглошліфувальних верстатів. Так само підприємство виробляє кваліфікований ремонт і модернізацію вальцешліфувальних верстатів.
Продукція підприємства експортується в 41 країну світу, в тому числі до США, Італії, Франції, Бельгії, Японії, Китаю, Індії, Великої Британії. За довгі роки роботи випущено понад 90 000 одиниць обладнання, більш як шістсот різних моделей, багато з яких унікальні і виготовлялися тільки на Харківському верстатобудівному заводі.

## Основні партнери
| Україна - ВАТ «АрселорМіттал Кривий Ріг» - ВАТ «Запоріжсталь» - ВАТ «Алчевський металургійний комбінат» - Пуат «Харківський підшипниковий завод» - ВАТ «Дрогобицький долотний завод» - «Лутугинський державний науково-виробничий валковий комбінат» | Росія - ВАТ «Новолипецький металургійний комбінат» - ВАТ «Магнітогорський металургійний комбінат» - ВАТ «Северсталь» - ВАТ «АВТОВАЗ» - ВАТ «Автодизель» - ВАТ «Російські залізниці» - ВАТ «Заволзький моторний завод» - «Моршанський локомотиворемонтний завод» - ВАТ «Оренбурзький локомотиворемонтний завод» - ВАТ «Саратовський підшипниковий завод» - ВАТ "Уралбурмаш" - ВАТ «Комсомольськ-на-Амурі авіаційне виробниче об'єднання» - ВАТ ВСМПО «Авісма» - Група ГАЗ - Компанія Alcoa - ЗАТ «Трансмашхолдинг» - ВАТ «Ульяновський моторний завод» | Білорусь - РУП «Мінський моторний завод» - РУП «Мінський автомобільний завод» - РУП «Мінський тракторний завод» - ВАТ «Белкард» - ВАТ «Нафтан» |

## Основні конкуренти
- ВАТ “Шліфверст”
- ВАТ “Вістан”
- “Cetos” (Чехія)
- “Herkules”
- “Waldrich Siegen”